# John Kuck
John Henry Kuck (Wilson, 27 de abril de  1905 – Halstead, 21 de setembro de 1986) foi um atleta e campeão olímpico norte-americano especialista no arremesso de peso.
Em 1928, quebrou duas vezes o recorde mundial da prova em 1928 antes dos Jogos Olímpicos de Amsterdã,  apenas para ve-los não reconhecidos. Apenas na terceira vez teve o reconhecimento, quando venceu a prova em Amsterdã 1928 com 15,87 m, novo recorde mundial.
Atleta versátil no atletismo de campo, em 1926 já havia quebrado o recorde norte-americano para o lançamento de dardo e ganhado o campeonato amador americano daquele ano nesta modalidade.